# Gustav Gnauck
Gustav Gnauck (* 21. März 1866 in Burkau; † 6. September 1951 in Dresden) war ein deutscher Komponist und Gründer eines Notenverlages.

## Leben
Als Militärmusiker begann er, Märsche zu komponieren, unter anderem „Das Lieben bringt gross’ Freud“ und „In die Weite Welt“ (Kriegsmarinemarsch). Später ließ er sich in Dresden nieder und gründete den Musikverlag R. G. Gnauck in der Grunaer Rosenbergstraße. Dieser wurde von Paul Woitschach übernommen und ging 1980 als Gnauck Musikverlag im Musikverlag „Melodie der Welt“ auf.

## Werke (Auswahl)
- Deutsche Liedermärsche. Folge 1. Gnauck, Übersee-Feldwies/Obb. 1959, DNB 1002823900,
- Volksgesang. Lautenklang. Volkstümliche Liederbuch für jedermann. Bändchen 1. Selbstverlag des Hrsg., Dresden; Deleiter, Dresden 1919, DNB 573239711 (192 S.).